# Different Trains

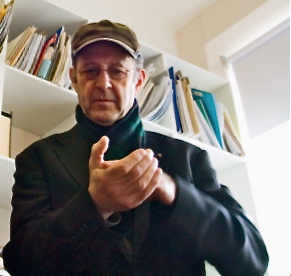
Steve Reich

Different Trains je skladba amerického hudebního skladatele Steva Reicha. Námětem jí byly cesty vlakem, které Reich absolvoval během druhé světové války mezi New Yorkem a Los Angeles mezi domovy jeho rozvedených rodičů. Po letech si uvědomil, že kdyby – jako Žid – žil místo Spojených států amerických v Evropě, cestoval by vlakem z domova do koncentračního tábora. Skladba je napsána pro smyčcové kvarteto a je složena ze tří částí. První se zaměřuje na předválečnou Ameriku, druhá na Evropu během války a třetí na poválečné období. Světová premiéra díla proběhla 2. listopadu 1988 v londýnské koncertní síni Queen Elizabeth Hall. Dílo následně nahrálo kvarteto Kronos Quartet a nahrávka byla oceněna cenou Grammy. U příležitosti skladatelových osmdesátých narozenin skladbu zahrálo uskupení London Contemporary Orchestra na vlakovém nádraží v Liverpoolu.